# Julio Corzo
Julio César Corzo (27 de septiembre de 1936 - Posadas, 23 de septiembre de 1989) fue un político argentino. Fue el primer ministro de Salud del gobierno de Carlos Menem. Su muerte se produjo cuando el avión en el que se desplazaba, un Learjet de nueve plazas,  tuvo que realizar un descenso de emergencia sobre el Río Paraná, cerca del aeropuerto de la ciudad de Posadas. Corzo, que se hallaba inconsciente, quedó atrapado en la cabina y falleció ahogado.

## Biografía
Comenzó a trabajar desde joven como vendedor en un local de trajes en el centro de La Rioja. Inició en aquel tiempo su actividad sindical, llegando a dirigir el Sindicato de Empleados de Comercio en la década de 1970.
Se destacó como líder sindical y dirigente peronista local, alcanzando a ser Secretario General de la CGT de La Rioja, durante la década de 1980, cuando Carlos Menem se desempeñaba como gobernador de aquella, del cual era uno de sus principales colaboradores.
Asumió como diputado Nacional por La Rioja por primera vez por el período 1983 y 1987, electo por el Partido Justicialista, y reelecto ese último año. Renunció en 1989 para asumir como ministro, siendo reemplazado por Jorge Yoma en el congreso.